# Сдерот
Сдеро́т (івр. שְׂדֵרוֹת; араб. سديروت) — невелике місто в Південному окрузі Ізраїлю, близьке до Сектору Гази.

## Загальні дані
Сдерот розташований у північно-західному Негеві на півдні Ізраїлю на відстані 15 км від Ашкелону в південно-східному напрямку, від Сектору Гази — на відстані 1 км.
За даними CBS, у 2010 році населення міста становило 21 900 осіб. За національним складом населення 94 % складали євреї, 5,5 % — інші не-араби, а араби — менш як 1 %.
Станом на травень 2022 року населення міста — 31 518 осіб.
Джерело даних: Central Bureau of Statistics.
Назва міста перекладається з івриту буквально «проспект», «алея» — на честь Єврейського національного фонду, що,зокрема, висаджував дерева (переважно евкаліпти) уздовж доріг реалізуючи програму освоєння і заселення північної частини пустелі Негев.

## Історія міста
Роком заснування Сдерота вважається 1951 рік, коли тут (поблизу кібуца Нір-Ам) почали селитися у наметах вихідці з Ірану, Курдистану, Марокко і, в меншій мірі, з Тунісу. Поселення для репатриантів  отримало назву Ґевім—Дорот; в нього влились репатріанти з Північної Африки і Румунії. 

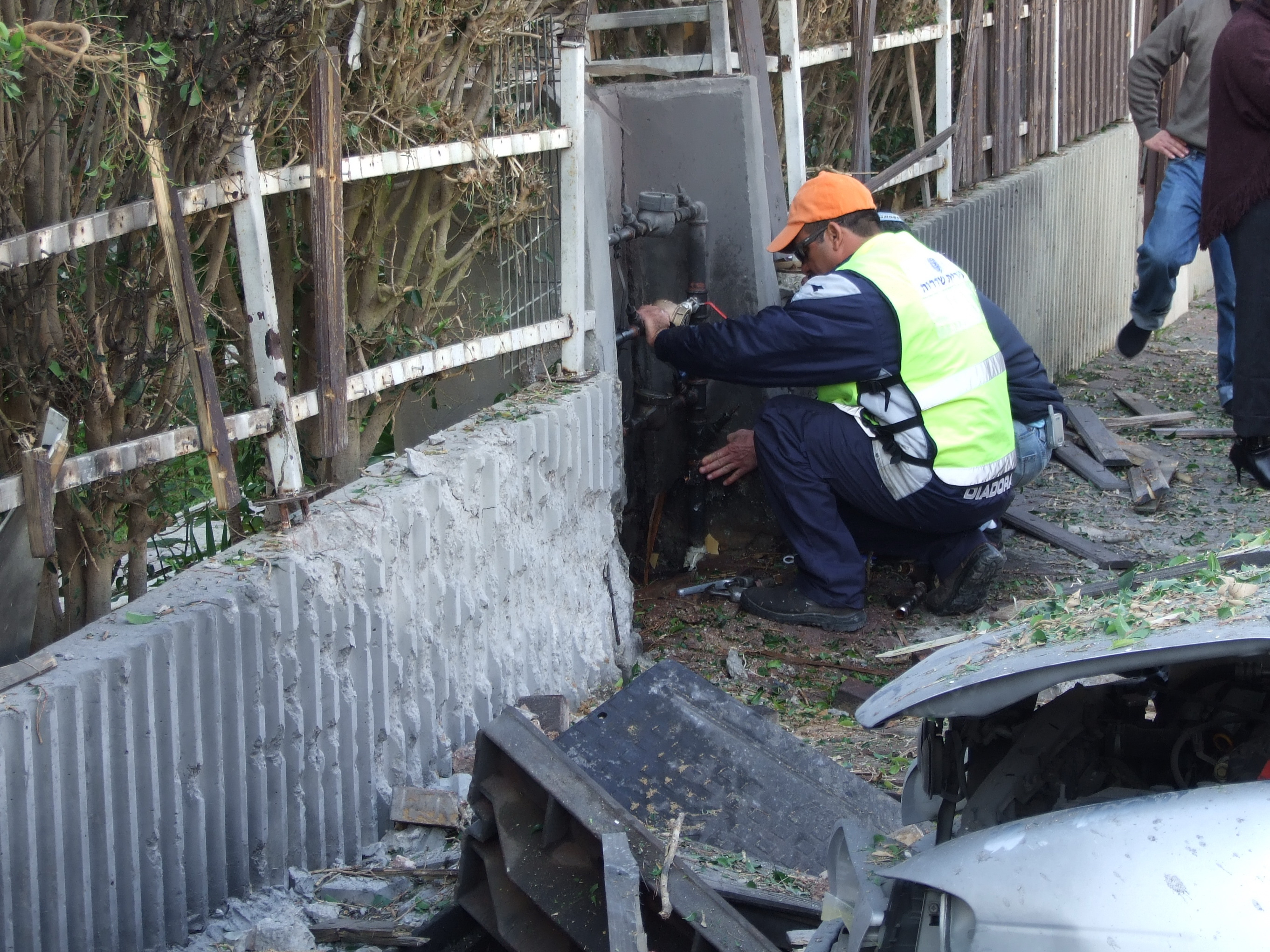
Муніципальний робітник ремонтує трубу міського водогону, ушкодженого ударом палестинської ракети «Кассам» 29 грудня 2008 року

У 1956 році в Сдероті було утворено місцеву раду.
З початком алії з СРСР, а потому з країн СНД 1980—1990-х років у Сдероті почали селитися російськомовні репатріанти. У теперішній час (2000-ні роки) понад половину населення міста складають репатріанти з території колишнього СРСР. Серед них чимало кавказьких євреїв (етно-конфесійна група євреїв, що традиційно мешкали в Дагестані, Чечні та Азербайджані).
Від початку інтіфади «Аль-Акса» (2000) Сдерот постійно піддається мінометним і ракетним обстрілам (ракети типу «Касам») з території Сектора Гази. До червня 2008 року по місту було випущено майже 7 000 ракет «Касам». Загинули 11 осіб (дані на сер. 2008 року), троє з яких — вихідці з колишнього СРСР. Першим загиблим (21 листопада 2006 року) в місті був Яків Якубов, що репатріювався 1995 року. Ізраїльська армія періодично проводить запобіжні операції в Секторі Гази, подавляючи вогневі позиції бойовиків-терористів і знищуючи майстерні з виробництва ракет.

## Інфраструктура і рівень життя

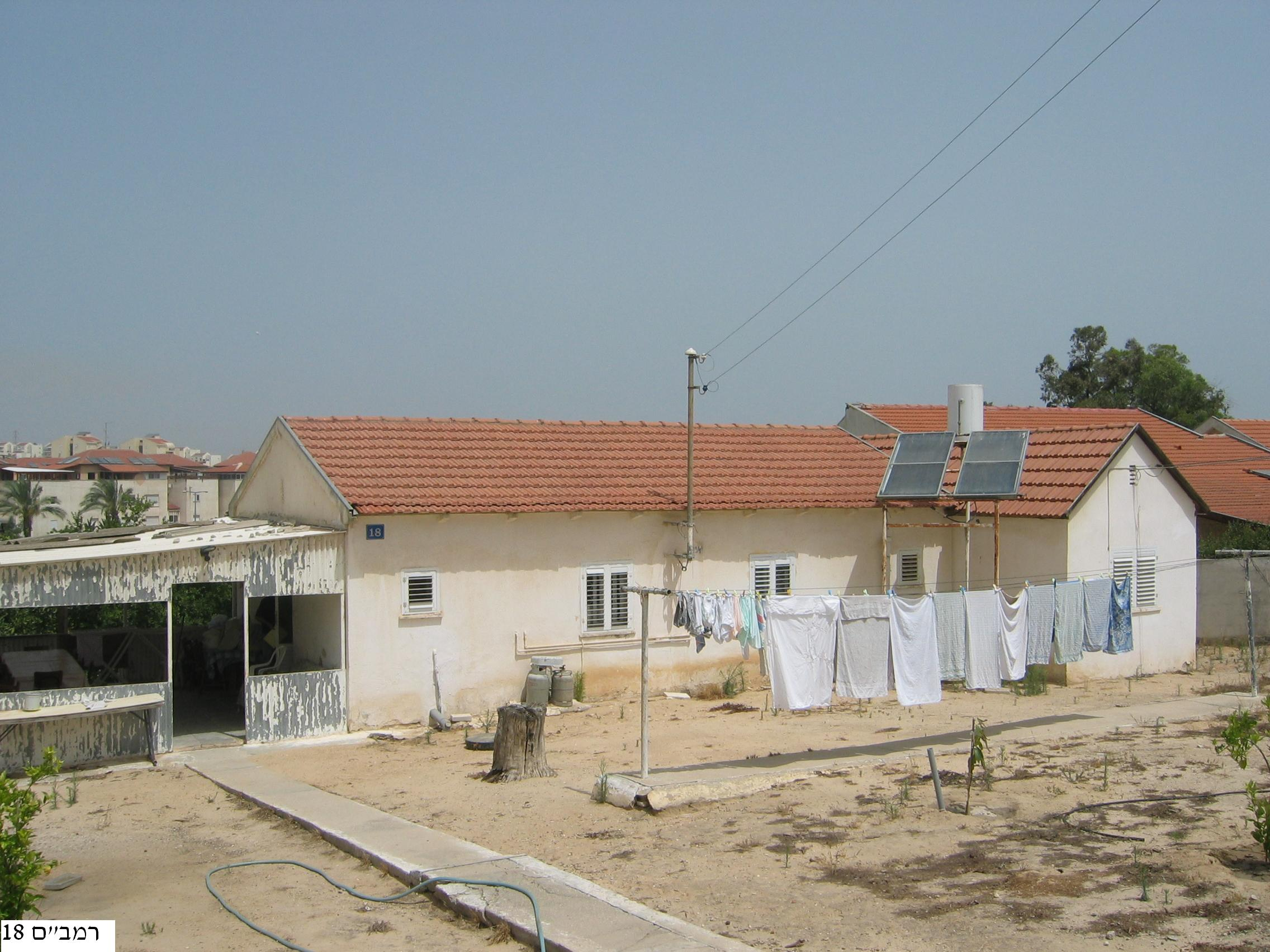
Ранні типові житлові будинки в місті

У Сдероті доволі значна промислова зона — підприємства з виробництва, сортування і пакування харчових продуктів, металообробні, текстильні, кабельні та інші фабрики. Деякі мешканці зайняті на розташованих поблизу нафтових розробках компанії «Лаппідот».
У місті діє Негевський коледж ім. Пінхаса Сапіра.

## Виноски
1. 1 2  Про Сдерот у статті «Депутати «Наш Дім Ізраїль» ділять сфери впливу» на izrus.co.il(рос.)